# Пароди, Андреа
Андре́а Паро́ди (итал. Andrea Parodi; 18 июля 1955, Порто-Торрес — 17 октября 2006, Куарту-Сант-Элена) — итало-сардинский певец, исполнявший народную и популярную музыку в стиле этно-рок, поп, рок, этника, этно-джаз; режиссёр, продюсер.

## Биография[1]

### До начала карьеры
Андреа Пароди родился в городе Порто-Торрес на Сардинии. Отец — лигуриец, мать родом с Сардинии. Окончил Мореходный Институт Порто-Торреса, получив профессию капитана дальнего плавания, впоследствии стал преподавателем в этом заведении. В это же время Андреа увлекается подводной рыбалкой, много времени проводит в погружениях в море.

### 1977—1988. Il Coro Degli Angeli
В 1977 году Андреа Пароди начинает свою музыкальную карьеру в сардинской группе Il Coro Degli Angeli, исполнявшей легкую и народную музыку. Группу активно поддерживает Джанни Моранди, вовлекая её в свои концерты и гастрольные поездки по всему миру в 1979—1983. Под именем Sole Nero группа выигрывает конкурс итальянской RCA Cento Città, впервые добившись признания публики. В этот период Андреа начинает выходить на передний план как главное действующее лицо группы.

### 1988—1997. Tazenda
В 1988 году Андреа и два других солиста Il Coro Degli Angeli (Джино Мариелли и Джиджи Камедда) создают собственную группу Tazenda. Новая группа исполняет песни в стиле этно-поп-рок, преимущественно на сардинском языке. В составе этого коллектива Андреа в 1991 году побеждает в конкурсе Кантажиро, а также принимает участие в фестивале «Сан-Ремо»: в 1991 году вместе с Пьеранджело Бертолли они исполняют песню "Spunta la Luna dal Monte" и занимают пятое место. В !992 уже самостоятельно они участвуют с песней "Pitzinnos in sa gherra" ("Дети на войне") и занимают восьмое место.  В том же году участвует в конкурса Festivalbar  с песней "Preghiera Semplice" ("Простая Молитва"), сделавшую их по-настоящему популярными. Tazenda награждается премией «Telegatto» как лучшая группа года на национальном уровне. В этот период выходят пять альбомов группы и один сборник (Il sole di Tazenda). Андреа сотрудничает и с другими исполнителями в разных направлениях музыки, например с Джанни Ноченци (песня «Mintoi», альбом «Soft Songs». Пароди добивается нескольких серьезных наград, таких как Премия Тенко, Реканати, премия международного поэтического фестиваля Nosside. Несмотря на успех творчества группы, в 1997 году Андреа решает покинуть коллектив и заняться сольным творчеством.

### 1997—2006. Сольная карьера
С 1997 по 2006 годы Пароди реализует собственную карьеру. В своем сольном творчестве он делает акцент на народной средиземноморской музыке и этно-стиле, экспериментирует с элементами сардинского языка и культуры, исполняет композиции в стиле этно-джаз. Первые сольные альбомы не добились значительных успехов, однако вскоре Пароди завоевывает новые награды: Premio Lunezia (2005), Премия Maria Carta (2006), премия города Отока (2006), Премия Тенко за диск «Rosa Resolza», записанный в сотрудничестве с Еленой Ледда (2007). Кроме музыки Андреа занимается продюсерской и режиссёрской деятельностью, снимает документальные фильмы и арт-проекты о Сардинии. Он сотрудничает со многими исполнителями из разных стран, такими как Рино Дзурдзоло, Сильвио Родригеc, Каэтано Велосо, израильская певица Ноа (дуэтом исполнены три композиции). Вместе с Эл ди Меола записывают альбом «Midsummer Night in Sardinia», получивший несколько премий Телегатто, проводят совместный гастрольный тур по Европе. Пароди участвует в нескольких престижных международных джаз-фестивалях: North Sea Jazz Festival (Кейптаун, ЮАР), Fiara della Manresa (Испания), Festival delle Percussioni di Louga (Сенегал). В оперном театре города Кальяри Пароди принимает участие в спектакле «Terracuza To» вместе с группой из Прованса Troubaires de Coumboscuro (сейчас группа называется Marleval), также выступает с квартетом Faraualla.
13 альбомов и несколько совместных с другими исполнителями композиций Андреа («Nuvole» — Фабрицио де Андре, «Soft songs» — Джанни Ноченци, «Amorgos», «Terra Maris» — Индако, «Nun e Acqua» — Массимо Раньери, «Creuza de ma» — Мауро Пагани) вошли в большой сборник мировой музыки «World Music — Il giro del mondo in musica» под лейблом Amiata Records.

### Последний год жизни. Reunion
В 2005 году Андреа возвращается в группу Tazenda. Вместе они успевают записать концертный альбом «Reunion» (Воссоединение). Возвращение Пароди в группу вызвало новую волну успеха коллектива, однако проработать вместе им удалось лишь около года. 17 октября 2006 года Андреа Пароди скончался от рака. Последний концерт артиста, состоявшийся 22 сентября 2006 года в Римском амфитеатре города Кальяри (Сардиния), был записан в виде CD-альбома «Intimi Raccolti» и впервые вышел в продажу вместе с ежедневной газетой L’Unione Sarda. В альбом вошли 12 композиций.

### Семья
Старший сын Лука и дочь Алессия от первого брака.
Вторая жена — Валентина Касалена, две дочери, Антеа и Лара.

## Дискография[1]

### Сольные альбомы
- Abacada (2002)
- Andrea Parodi (2004)
- Intimi Raccolti (2006)
- Intimi Raccolti — IL CONCERTO (DVD/CD, 2007) Live in Cagliari, 22.09.2006

### В составе групп

#### Il Coro Degli Angeli (Sole Nero)
- Canzoni di Mogol-Battisti (1982)
- Songs at Forty (1985)
- Miserios (1986)

#### Tazenda
- Tazenda (1988)
- Murales (1991)
- Limba (1992)
- Il Popolo Rock (Live, 1993)
- Forza Paris (1995)
- Il Sole di Tazenda (1997, сборник)[4]

### Совместные
- Midsummer Night in Sardinia (2005, совместно с Эл ди Меола)
- Rosa Resolza (2007,совместно с Елена Ледда)

### В альбомах других исполнителей
- «Soft Songs» — Джанни Ноченци

## Продюсерская деятельность
- Марино де Розас, «Meridies», 1998
- «Cantos a Kiterra», сардинские песни, гитара

## Режиссёрские работы
Андреа Пароди снял несколько документальных фильмов о Сардинии и несколько клипов для Tazenda, в последние годы снимал видеоарт на Сардинии.

## Память

### Премия и фонд Андреа Пароди
В память об Андреа семья основала в 2009 году фонд Андреа Пароди. В настоящий момент президентом фонда является Валентина Касалена, а вице-президентом — Лука Пароди. Основные задачи фонда: поддержка и продвижение культуры и языка Сардинии, а также других этнических групп Италии и Средиземноморья. От имени фонда ежегодно вручается Премия Андреа Пароди. Премию вручают по результатам международного конкурса, проходящего в ноябре каждого года. Получать её могут артисты и деятели искусства, связанные с этнической средиземноморской культурой. Фонд также уделяет внимание социальным проблемам малых народов Средиземноморья. Основной капитал фонда поддерживается добровольными пожертвованиями.

### Музей Андреа Пароди
По инициативе фонда организован мультимедийный Музей Андреа Пароди, посвященный творчеству артиста.

### Парк Андреа Пароди в Кальяри
Парк имени Андреа Пароди расположен в провинции Кальяри в Куарту-Сан-Элена, на площади Сан-Андреа. На территории парка также находится церковь Сан-Андреа.